# クロード＝ラモラル1世・ド・リーニュ

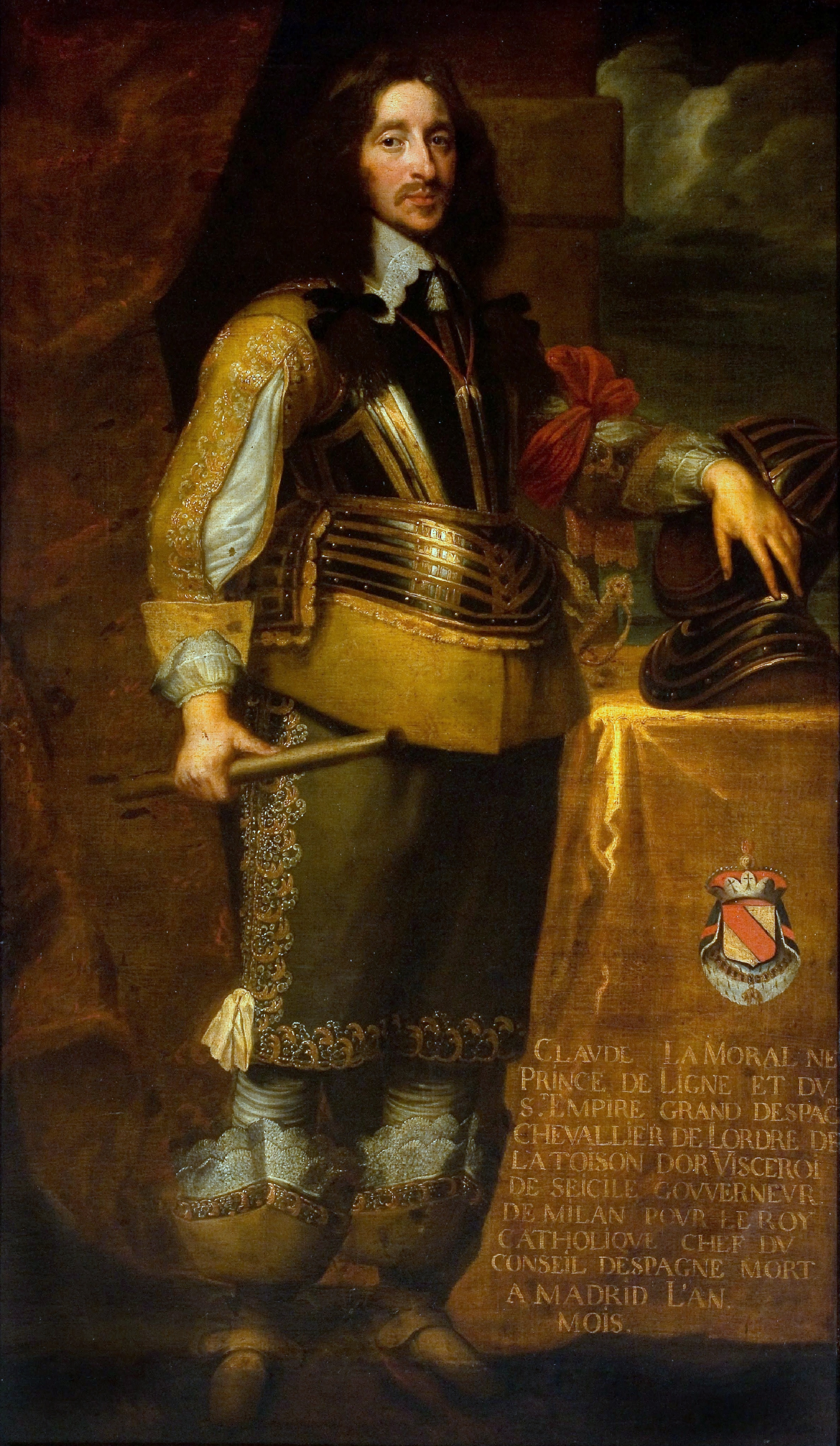
リーニュ公クロード＝ラモラル1世、作者不詳（スペイン画派またはフランドル画派）、ブラジル国立美術館蔵、1821年ポルトガル王ジョアン6世が同美術館に寄贈

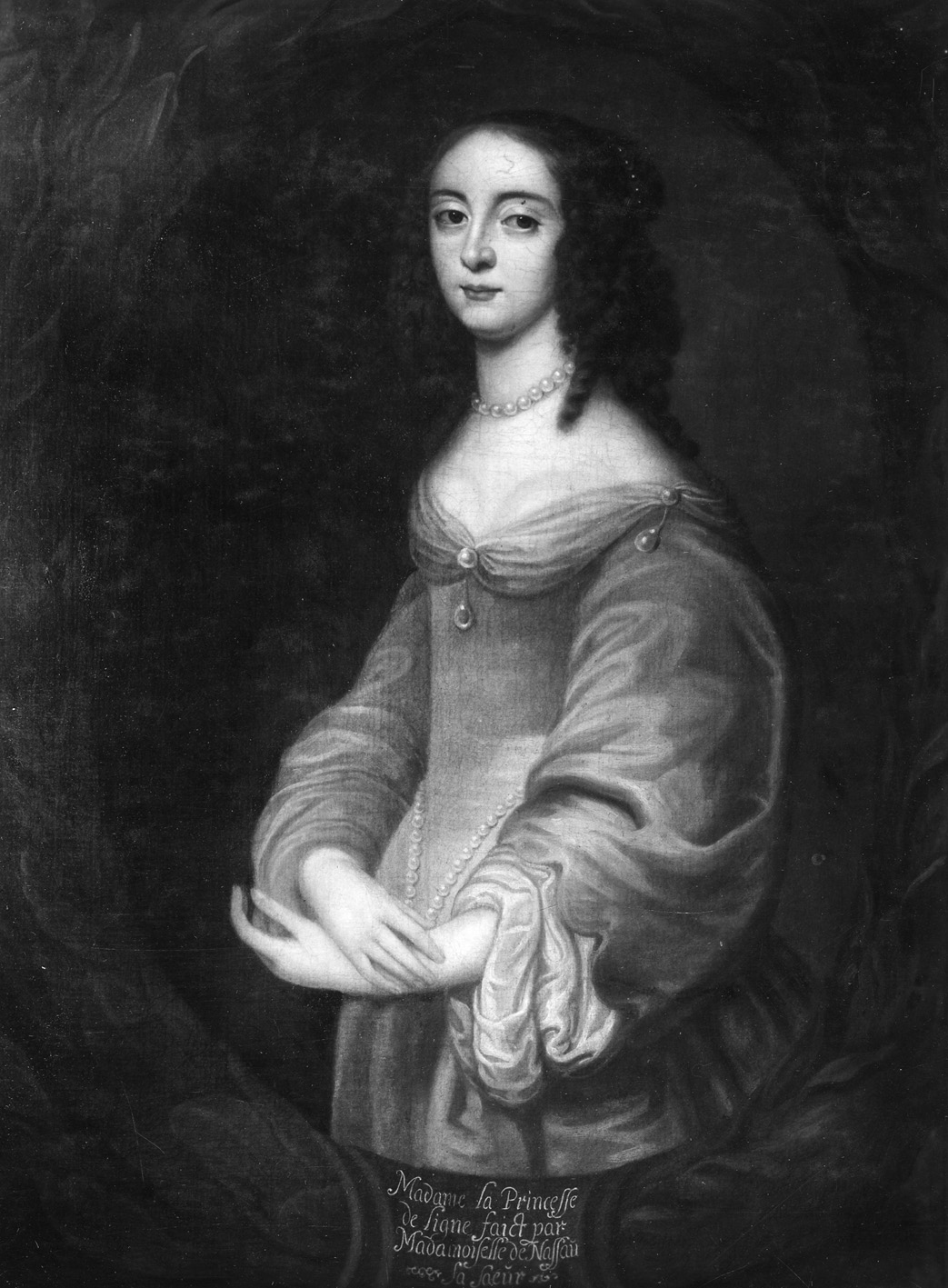
兄の未亡人で従妹でもあった妻クレール＝マリー

クロード＝ラモラル1世・ド・リーニュ（Claude-Lamoral Ier de Ligne, 1618年10月8日 ベルイユ - 1679年12月21日 マドリード）は、スペイン領ネーデルラントの軍人・外交官。第3代リーニュ公、アンブリス公及びエピノワ公。
リーニュ公ラモラル1世の長男ルベ侯爵フロラン・ド・リーニュと、シャリニー伯アンリの娘ルイーズ・ド・ロレーヌの間の次男。はじめ、3歳年長の兄アルベール・アンリが祖父からリーニュ家の家督を継いでいたが、1641年に若くして死んだため、代わって家督を継承した。翌1642年、兄の未亡人クレール＝マリー（1621年 - 1695年）と結婚。彼女はクロード＝ラモラルの叔母エルネスティーヌとナッサウ＝ジーゲン伯ヨハン8世の間の娘で、実の従妹であった。1646年には金羊毛勲章を拝受した。
1649年から1669年の間、スペイン領ネーデルラント軍の序列第3位に位置する騎兵隊大将を務めた。1660年にはスペイン王の使節としてロンドン宮廷を訪れた。1670年から1674年にかけてシチリア副王を務め、シチリア島沿岸の漁村を襲撃して略取した住民を奴隷市場に売り飛ばすバルバリア海賊に対して、沿岸部を要塞化し防衛を強化した。1674年にはミラノ公領総督に転じ、死の前年の1678年まで務めた。
死後、未亡人クレール＝マリーは一族の居城ベルイユ城を大々的に拡張するとともに、城の正面に開削した6ヘクタールの人工池を含む、25ヘクタールのフランス式庭園を整備した
。

## 子女
妻との間に4子を得た。
- アンリ・ルイ・エルネスト（オランダ語版）（1644年 - 1702年） - 第4代リーニュ公、クロード＝ラモラル2世の父
- プロコプ・イアサント（? - 1704年） - モイ侯爵、フランス軍陸軍中将、1682年アンヌ・カトリーヌ・ド・ブロイと結婚
- クレール・ルイーズ（? - 1684年） - 1664年第4代アヴェイロ公爵ハイムンド・デ・レンカストレと初婚、第10代オニャーテ伯爵（スペイン語版）イニゴ・マヌエル・ベレス・ラドロン・デ・ゲバラ（英語版）と再婚
- シャルル・ジョゼフ・プロコプ（ポルトガル語版）（1661年 - 1713年） - 1684年、第29代スーザ（ポルトガル語版）女領主・第2代アロンシェス女侯爵マリアナ・デ・スーザ（ポルトガル語版）と結婚
  - ルイザ・デ・スーザ・イ・リーニュ（ポルトガル語版）（1694年 - 1729年） - 1715年初代ラフォンイス公爵ミゲル・デ・ブラガンサと結婚

## 引用・脚注
1. ↑  Description (in Italian) of the actions by the prince de Ligne in Sicily against the Turks. “Bando cluade lamoral principe di ligne”. 2007年9月28日時点のオリジナルよりアーカイブ。2007年6月3日閲覧。
2. ↑  “History of the Chateau of Belœil, in English”. 2007年9月27日時点のオリジナルよりアーカイブ。2007年6月3日閲覧。
3. ↑  
A description of the present gardens of Belœil in The Telegraph